# Gigi (Vorname)
Gigi ist ein weiblicher und männlicher Vorname.

## Herkunft und Bedeutung

### Weiblicher Vorname
Beim französischen Namen Gigi [ʒi.ʒi] handelt es sich um ein Diminutiv von Georgine oder Virginie.

### Männlicher Vorname
Für den männlichen Vornamen Gigi existieren verschiedene Herleitungen.
Beim italienischen Namen Gigi [ˈd͡ʒi.d͡ʒi] handelt es sich um ein Diminutiv von Luigi oder anderen Namen, die -gi- beinhalten.
Der georgische Name გიგი Gigi [ɡi.ɡi] ist ein Diminutiv von Giorgi und Grigol.
Beim rumänischen Namen Gigi handelt es sich um ein Diminutiv von Gheorghe und George.

## Verbreitung
In England und Wales zählt der Frauenname Gigi seit 2021 zu den 1000 meistgewählten Mädchennamen. Im Jahr 2023 belegte er Rang 558 der Vornamenscharts.
Der Frauenname Gigi zählte in den USA von 1958 bis 1966 zu den 1000 meistgewählten Mädchennamen. Als höchste Platzierung erreichte er im Jahr 1962 Rang 608 der Vornamenscharts.
In den Niederlanden hat sich der Frauenname Gigi in der Top-500 der Vornamenscharts etabliert, konnte jedoch nie die Top-300 erreichen. Im Jahr 2014 erreichte er mit Rang 303 seine bislang höchste Platzierung. Zuletzt stand er auf Rang 400 (2023).

## Varianten
Für Varianten von Gigi siehe
- Virginia (Vorname)#Varianten
- Georg#Varianten
- Gregor#Varianten
- Ludwig#Varianten und Luise#Varianten

## Bekannte Namensträger

### Weibliche Namensträger
- Gigi Banini (1946–2018), deutsche Kunstmalerin
- Gigi Causey, amerikanische Filmproduzentin
- Gigi Chao (* 1979), chinesische Architektin, Millionärstochter
- Gigi Deppe, Leiterin der ARD-Rechtsredaktion/Hörfunk.
- Gigi Dolin (* 1997), US-amerikanische Wrestlerin
- Gigi Edgley (* 1977), australische Schauspielerin
- GiGi Erneta (* 1968), US-amerikanische Schauspielerin, Stuntfrau, Stunt Coordinatorin, Synchronsprecherin und Moderatorin
- Gigi Fernández (* 1964), puerto-ricanisch-US-amerikanische Tennisspielerin
- Gigi Gorgeous (* 1992), kanadische Schauspielerin und Model
- Gigi Gustin (* 1996), US-amerikanisches Model, Reality-TV-Teilnehmerin, Schauspielerin und Filmproduzentin
- Gigi Hadid (* 1995), US-amerikanisches Mannequin und Fotomodell
- Gigi Herr (1942–2023), deutsche Schauspielerin
- Gigi Martin (* 1935), deutsche Schriftstellerin
- Gigi Marvin (* 1987), US-amerikanische Eishockeyspielerin
- Gigi Parrish (1911–2006), US-amerikanische Schauspielerin
- Gigi Perez (* 2000), US-amerikanische Singer-Songwriterin
- Gigi Perreau (* 1941), US-amerikanische Schauspielerin und Synchronsprecherin
- Gigi Rice (* 1965), US-amerikanische Schauspielerin
- Gigi Williams (* 1950), US-amerikanische Maskenbildnerin
- Gigi Wu (1982–2019), taiwanische Bergsteigerin

### Männliche Namensträger
- Gigi Ballista (1918–1980), italienischer Schauspieler
- Gigi Campi (1928–2010), italienischer Jazz-Produzent, Gastronom und Architekt
- Gigi Chessa (1898–1935), italienischer Maler, Bühnenbildner und Architekt
- Gigi D’Agostino (* 1967), italienischer DJ und Musikproduzent
- Gigi D’Alessio (* 1967), italienischer Sänger
- Gigi Galli (* 1973), italienischer Rallyefahrer
- Gigi Gryce (1925–1983), US-amerikanischer Jazz-Saxophonist, Komponist und Arrangeur
- Gigi Meroni (1943–1967), italienischer Fußballspieler
- Gigi Porceddu (* 1963), italienischer Künstler
- Gigi Proietti (1940–2020), italienischer Film-, Fernseh- und Theaterschauspieler sowie Regisseur und Synchronsprecher
- Gigi Rizzi (1944–2013), italienischer Schauspieler
- Gigi Rüf (* 1981), österreichischer Snowboarder
- Gigi Savoia (* 1954), italienischer Schauspieler und Theaterregisseur

- Gigi Ballista (1918–1980), italienischer Schauspieler
- Gigi Campi (1928–2010), italienischer Jazz-Produzent, Gastronom und Architekt
- Gigi D’Agostino (* 1967), italienischer DJ und Musikproduzent
- Gigi D’Alessio (* 1967), italienischer Sänger
- Gigi Galli (* 1973), italienischer Rallyefahrer
- Gigi Gryce (1925–1983), US-amerikanischer Jazz-Saxophonist, Komponist und Arrangeur
- Gigi Porceddu (* 1963), italienischer Künstler
- Gigi Riva (1944–2024), italienischer Fußballspieler